# Ahrobiznes Wołoczyska
Ahrobiznes Wołoczyska (ukr. ФК «Агробізнес» Волочиськ) – ukraiński klub piłkarski, mający siedzibę w mieście Wołoczyska, w obwodzie chmielnickim, na zachodzie kraju, grający w rozgrywkach ukraińskiej Perszej-lihi.

## Historia
Chronologia nazw:
- 12.2015: Ahrobiznes Wołoczyska (ukr. «Агробізнес» Волочиськ)

Klub piłkarski Ahrobiznes został założony w miejscowości Wołoczyska w grudniu 2015 roku. Wcześniej miasto reprezentował klub Zbrucz Wołoczyska, założony w roku 1972.
W 2016 roku startował w rozgrywkach Mistrzostw (w najwyższej klasie) oraz Pucharu obwodu chmielnickiego.
Wiosną 2016 klub debiutował w Amatorskich Mistrzostwach Ukrainy.
21 czerwca 2017 roku został dopuszczony do rozgrywek Drugiej ligi i otrzymał status profesjonalny.
W sezonie 2017/18 zajął pierwsze miejsce w grupie A Drugiej ligi, a potem wygrał 1:0 tytuł mistrza ligi ze zwycięzcą grupy B SK Dnipro-1 i zdobył awans do Pierwszej ligi.

## Barwy klubowe, strój, herb, hymn
|  |  |

Klub ma barwy niebiesko-żółte. Piłkarze domowe spotkania zazwyczaj grają w niebieskich koszulkach, niebieskich spodenkach oraz niebieskich getrach.

## Sukcesy

### Trofea międzynarodowe
Do chwili obecnej klub jeszcze nigdy nie zakwalifikował się do rozgrywek europejskich.

### Trofea krajowe
| \| \| Zdobyte trofea w rozgrywkach Ukrainy (stan na: 31-05-2021) \| |                                                            |      |          |
| Rozgrywki                                                           | Osiągnięcie                                                | Razy | Sezon(y) |
| · Mistrzostwo                                                       | I miejsce                                                  | 0    |          |
| · Mistrzostwo                                                       | II miejsce                                                 | 0    |          |
| · Mistrzostwo                                                       | III miejsce                                                | 0    |          |
| Puchar                                                              | zdobywca                                                   | 0    |          |
| Puchar                                                              | finalista                                                  | 0    |          |
| Puchar                                                              | półfinalista                                               | 1    | 2020/21  |
| II liga                                                             | I miejsce                                                  | 0    |          |
| II liga                                                             | II miejsce                                                 | 0    |          |
| II liga                                                             | III miejsce                                                | 0    |          |
| II liga                                                             | 4.miejsce                                                  | 1    | 2019/20  |
| Ukraina                                                             | Zdobyte trofea w rozgrywkach Ukrainy (stan na: 31-05-2021) |      |          |

- Druha liha (D3):
  - mistrz (1x): 2017/18

- Amatorskie Mistrzostwa Ukrainy:
  - mistrz (1x): 2017
  - wicemistrz (1x): 2016

- Mistrzostwa obwodu chmielnickiego:
  - mistrz (2x): 2016, 2017 (drugi zespół)

## Poszczególne sezony

### Rozgrywki międzynarodowe

#### Europejskie puchary
Nie uczestniczył w rozgrywkach europejskich.

### Rozgrywki krajowe
| \| Ukraina \| Bilans występów klubu w rozgrywkach piłkarskich Ukrainy (Stan na 22 lipca 2021 r.) \| \| |                                                                                    |        |       |   |   |   |    |    |     |           |        |        |      |
| Poziom                                                                                                 | Rozgrywki                                                                          | Sezony | Mecze | Z | R | P | B+ | B– | Pkt | Lata      | Awanse | Spadki | Naj. |
| I | Premier-liha                                                                       | 0      |       |   |   |   |    |    |     |           | 0      | 0      |      |
| II | Persza liha                                                                        | 3      |       |   |   |   |    |    |     | 2018–2021 | 0      | 0      | 4    |
| III | Druha liha                                                                         | 1      |       |   |   |   |    |    |     | 2017/18   | 1      | 0      | 1    |
| IV | Amatorska liha                                                                     | 2      |       |   |   |   |    |    |     | 2016–2017 | 1      | 0      | 1    |
| | Puchar Ukrainy                                                                     | 4      |       |   |   |   |    |    |     | od 2017   | 0      | 0      | 1/2  |
| Ukraina                                                                                                | Bilans występów klubu w rozgrywkach piłkarskich Ukrainy (Stan na 22 lipca 2021 r.) |        |       |   |   |   |    |    |     |           |        |        |      |

## Piłkarze, trenerzy, prezydenci i właściciele klubu

### Trenerzy
- 01.01.2016–15.06.2019:  Andrij Doneć
- 16.06.2019–06.10.2019:  Ostap Markewycz
- 07.10.2019–04.12.2019:  Ołeksandr Iwanow
- 10.12.2019–...:  Ołeksandr Czyżewski

### Prezydenci
- 2015–...:  Wasyl Zabołotny

## Struktura klubu

### Stadion
Klub piłkarski rozgrywa swoje mecze domowe na stadionie Junist' w Wołoczyskach, który może pomieścić 2700 widzów.

## Kibice i rywalizacja z innymi klubami

### Derby
- Podilla Chmielnicki